# American Music Awards de 1998
O American Music Awards de 1998 foi realizado em 16 de janeiro de 1998, no Shrine Auditorium, em Los Angeles, nos Estados Unidos. A cerimônia foi apresentada pelo comediante estadunidense de Drew Carey. A premiação reconheceu os álbuns e artistas mais populares do ano de 1998. 
As Spice Girls foram as grandes vencedores da noite, ganhando um total de 3 prêmios, enquanto o rapper norte-americano Puff Daddy, artista com o maior numero de indicações, foi pra casa sem ganhar nenhum dos 5 prêmios a que fora indicado.

## Performances
| Artista                                              | Canção | Apresentado por           |
| ---------------------------------------------------- | --- | ------------------------- |
| Janet Jackson                                        | "Together Again" (DJ Premier Remix) | —                         |
| Matchbox                                             | "Push" | Drew Carey                |
| Trisha Yearwood                                      | "How Do I Live" | Drew Carey                |
| Spice Girls                                          | "Too Much" | Drew Carey                |
| Enrique Iglesias                                     | "Lluvia Cae" | Drew Carey                |
| Puff Daddy Mace                                      | "It's All About the Benjamins" (Puff Daddy) "Mo Money Mo Problems" (Puff Daddy e Mace) | Drew Carey                |
| Reba McEntire                                        | "What If" | George Strait LeAnn Rimes |
| Drew Carey "Weird Al" Yankovic Those Darn Accordions | Medley de 25 Anos de Hits do AMAs: "All Night Long" (Lionel Richie) "Billie Jean" (Michael Jackson) "Macho Man" (Village People) "Rhinestone Cowboy" (Glen Campbell) "Midnight Train to Georgia" (Gladys Knight & the Pips) "Superstition" (Stevie Wonder) "Tie a Yellow Ribbon" (Tony Orlando and Dawn) "Achy Breaky Heart" (Billy Ray Cyrus) "Vogue (canção de Madonna)" (Madonna) "Sweet Child o' Mine" (Guns N' Roses) "Get Down Tonight" (KC and the Sunshine Band) | Drew Carey                |
| Mariah Carey                                         | "My All" | Drew Carey                |
| Boyz II Men                                          | "A Song for Mama" | Drew Carey                |
| Michael Bolton                                       | "Nessun Dorma" | Drew Carey                |
| Mary J. Blige George Benson                          | "Seven Days" | Drew Carey                |
| Garth Brooks                                         | "Rollin'" | Drew Carey                |

Notas
1. ↑  Pré-gravado em Dublin, na Irlanda, em 21 de janeiro de 1998.[3]
2. ↑  Pré-gravado no Tokyo Dome, em Tóquio, Japão.

## Vencedores e indicados
Os vencedores estão listados em negrito.
| Cantor de Pop/Rock (apresentado por Drew Carey)                                            | Cantora de Pop/Rock (apresentado por Bone Thugs-n-Harmony) |
| ------------------------------------------------------------------------------------------ | --- |
| - Babyface - Beck - Puff Daddy                                                             | - Céline Dion - Toni Braxton - Jewel |
| Banda/Dupla/Grupo de Pop/Rock Favorito (apresentado por Richard Carpenter e George Benson) | Álbum de Pop/Rock Favorito (apresentado por Sinbad) |
| - Spice Girls - U2 - The Wallflowers                                                       | - Spice - Spice Girls - Pieces of You - Jewel - Yourself or Someone Like You - Matchbox 20 - Bringing Down the Horse - The Wallflowers                                       |
| Artista Revelação de Pop/Rock Favorito (apresentado por Aaron Neville e Sister Hazel)      | Artista Revelação de Country Favorito (apresentado por Sawyer Brown) |
| - Spice Girls - Matchbox 20 - The Wallflowers                                              | - Lee Ann Womack - Bob Carlisle - Kevin Sharp |
| Cantor de Country Favorito (apresentado por Patrick Swayze e Lee Ann Womack)               | Cantora de Country Favorita (apresentado por Garth Brooks e Daisy Fuentes)                                                                                                   |
| - George Strait - Clint Black - Alan Jackson                                               | - Reba McEntire - LeAnn Rimes - Shania Twain |
| Banda/Dupla/Grupo de Country Favorito (apresentado por Cybill Shepherd e Julio Iglesias)   | Álbum de Country Favorito (apresentado por Kevin Sharp e Bob Carlisle) |
| - Alabama - Brooks & Dunn - Sawyer Brown                                                   | - Carrying Your Love with Me - George Strait - Everywhere - Tim McGraw - Unchained Melody: The Early Years - LeAnn Rimes - (Songbook) A Collection of Hits - Trisha Yearwood |
| Cantor de Soul/R&B Favorito (apresentado por Erykah Badu e Dru Hill)                       | Cantora de Soul/R&B Favorita (apresentado por Ice Cube e Shaquille O'Neal)                                                                                                   |
| - Babyface - Puff Daddy - Keith Sweat                                                      | - Mariah Carey - Mary J. Blige - Toni Braxton |
| Banda/Dupla/Grupo de Soul/R&B Favorito (apresentado por Backstreet Boys)                   | Álbum de Soul/R&B Favorito (apresentado por Wu-Tang Clan) |
| - Boyz II Men - Dru Hill - En Vogue                                                        | - Share My World - Mary J. Blige - Baduizm - Erykah Badu - Another Level - Blackstreet - No Way Out - Puff Daddy                                                             |
| Revelação de Soul/R&B Favorita (apresentado por Clint Black e Lisa Hartman Black)          | Artista de Rap/Hip-Hop Favorito (apresentado por Jody Watley e Blackstreet)                                                                                                  |
| - Erykah Badu - Dru Hill - Puff Daddy                                                      | - Bone Thugs-N-Harmony - Puff Daddy - Wu-Tang Clan |
| Artista Adulto Contemporâneo Favorito (apresentado por Tim McGraw e Jane Leeves)           | Artista Alternativo Favorito (apresentado por Jennifer Love Hewitt e Bryan White)                                                                                            |
| - Elton John - Michael Bolton - Céline Dion                                                | - Bush - The Mighty Mighty Bosstones - Sublime |
| Artista Latino Favorito (apresentado por Paula Abdul e Howie Mandel)                       | Trilha Sonora Favorita (apresentado por Pam Grier e Kenny G) |
| - Julio Iglesias - Enrique Iglesias - Luis Miguel                                          | - Men in Black - Evita - The Preacher's Wife |
| Prêmio de Mérito (apresentado por Tony Bennett)                                            | |
| Frank Sinatra                                                                              | |

Notas
1. ↑  Nancy Sinatra, filha de Frank Sinatra, recebeu o prêmio em seu nome.